# 소사득
《소사득》(小舍得)은 2021년 방송되었던 중국의 드라마이다.

## 등장 인물
- 송가 (Audrey) - 난리 역
- 퉁다웨이 - 시아준산 역
- 장신 - 티엔위란 역
- 리자항 - 옌펑 역
- 장궈리 - 난지엔롱 역
- 단우호 (单禹豪) - 시아초초 역
- 류초염 (刘楚恬) - 시아환환 역
- 무택금희 (武泽锦熙) - 옌지요 역